# リードオフマン (Jeeptaのアルバム)
『リードオフマン』は、Jeeptaの3枚目のオリジナルアルバム。2011年10月5日にpure:infinityから発売。

## 概要
約1年ぶりのアルバムとなった本作は、シングル収録曲が1曲も収録されていない。アルバムタイトルの由来は「先頭に立ち、全体を引っ張っていく人」という意味を込めてつけており、ジャケットでは「リードオフマンが足跡を残して生命（植物）が芽生えていく」という表現にしている。なお4曲目の「グリム」はchoroが初めて作詞を手掛けた。
発売日当日には本作のリリースを記念してニコニコ動画、Ustreamを通じてスタジオライブでの生放送を実施した。
本作を引っ提げて、殆どの公演で対バンツアーを行った。共演はNothing's Carved In Stone、鴉、LUNKHEAD、FoZZtone、BYEE the ROUND、Half-Life、真空ホロウなど。

## 批評
CDジャーナルは「本作でもギター・バンドとしての推進力はさらにアップ。ライヴも大盛況という彼らの自信を見せつける一枚だ」と評した。

## 収録曲
1. グリム -episode 0-
作詞：石井卓　作曲：choro　編曲：Jeepta
2. back alley cat
作詞・作曲：石井卓　編曲：Jeepta
3. ミステイク
作詞・作曲：石井卓　編曲：Jeepta
4. グリム
作詞・作曲：choro　編曲：Sunao "murad-pitt" Murata・Jeepta
5. マーブリングライフ
作詞・作曲：石井卓　編曲：Jeepta
6. 微笑みの中で朝食を
作詞：石井卓　作曲：石井卓・サトウヒロユキ　編曲：Jeepta
7. like a song
作詞：石井卓　作曲：choro　編曲：Jeepta
8. 麻痺シティ
作詞・作曲：石井卓　編曲：Jeepta
9. 戦人
作詞・作曲：石井卓　編曲：Jeepta
10. 白無垢
作詞・作曲：石井卓　編曲：Sunao "murad-pitt" Murata・Jeepta
11. 春々
作詞：石井卓　作曲：choro　編曲：Jeepta
12. けったいなラブソング
作詞・作曲：石井卓　編曲：Jeepta